# 大久保忠世
大久保 忠世（おおくぼ ただよ）は、戦国時代から安土桃山時代にかけての武将。松平氏（徳川氏）の家臣。三河国碧海郡上和田（愛知県岡崎市）の大久保氏の支流である大久保忠員の長男。蟹江七本槍、徳川十六神将の1人に数えられる。

## 生涯
天文元年（1532年）、徳川氏家臣・大久保忠員の長男として誕生。
大久保氏は徳川家康の祖父・松平清康から松平・徳川氏に仕えるようになったといわれ、忠世の家はその支流ながら手柄の大きさから伯父・大久保忠俊の本家をしのぐようになった。忠世も永禄6年（1563年）の三河一向一揆や元亀3年（1572年）12月の三方ヶ原の戦いに参陣し、武功を挙げた。特に三方ヶ原の戦いでは、敗戦後に味方を励ます目的で、天野康景とともに武田氏の陣のあった犀ケ崖を闇夜の中銃撃して混乱に陥れ、敵の大将である武田信玄に「さてさて、勝ちてもおそろしき敵かな」と賞賛されたという。
また、天正3年（1575年）の長篠の戦いにおいても弟の忠佐、与力の成瀬正一、日下部定好と共に活躍して織田信長から「良き膏薬のごとし、敵について離れぬ膏薬侍なり」との賞賛を受け、家康からはほら貝を与えられた。同年12月、家康から二俣城の城主に命じられた。忠世は武田氏の来襲に備えて城の改修を行ったが、現在二俣城跡に残る天守台や、二俣城の向かいに築いた鳥羽山城の庭園などは忠世によるものと考えられている。『三河物語』には記されていないが、『松平記』によると天正7年（1579年）に家康の嫡子・松平信康の件で織田信長からの詰問を受けたとき、酒井忠次と共に弁解の使者に立てられて安土城に赴いている。また、天正10年（1582年）6月の本能寺の変後に家康が甲斐・信濃に勢力を広げると、忠世は信州惣奉行として小諸城に在番、依田康国の監視を務めている。天正13年（1585年）の上田合戦では鳥居元忠・平岩親吉と大将として参陣しているが、真田昌幸の前に大敗した。その他、家康に謀反し浪人した本多正信の帰参を助けたりしている。
天正18年（1590年）、後北条氏の滅亡により家康が関東に移ると、豊臣秀吉の命により小田原城4万5千石を与えられた。
文禄3年（1594年）死去、享年63。法名、了源院日脱大居士。大久保家の家督は嫡男・忠隣が相続した。

## 逸話
- 天正元年（1574年）、遠江犬居城を攻撃した時、敵兵の抵抗によって崖下に落とされてしまった。しかし忠世は這い上がって、待ち伏せしていた敵兵3人を一度に斬ったという[1]。
- 忠世は突然お金が必要になった時に備えて、一ヶ月の内の七日間、食事を一切摂らない日を設けるという大掛かりな倹約を行い、死ぬまでその習慣を続けたという[1]。

## 登場する作品
- 徳川家康 （1983年、NHK大河ドラマ、演：織本順吉）
- おんな城主 直虎（2017年、NHK大河ドラマ、演：渡辺哲）
- どうする家康（2023年、NHK大河ドラマ、演：小手伸也）